# Giro del Trentino 2001
Il Giro del Trentino 2001, venticinquesima edizione della corsa, si svolse dal 30 aprile al 3 maggio su un percorso di 685 km ripartiti in 4 tappe, con partenza a Tione di Trento e arrivo ad Arco. Fu vinto dall'italiano Francesco Casagrande della Fassa Bortolo davanti al suo connazionale Leonardo Piepoli e al lituano Raimondas Rumšas.

## Tappe
| Tappa  | Data      | Percorso                      | km  | Vincitore di tappa   | Leader cl. generale  |
| ------ | --------- | ----------------------------- | --- | -------------------- | -------------------- |
| 1ª     | 30 aprile | Tione di Trento > Passo Daone | 161 | Francesco Casagrande | Francesco Casagrande |
| 2ª     | 1º maggio | Tione di Trento > Romeno      | 181 | Ruslan Ivanov        | Francesco Casagrande |
| 3ª     | 2 maggio  | Fondo > Malcesine             | 178 | Laurent Dufaux       | Francesco Casagrande |
| 4ª     | 3 maggio  | Malcesine > Arco              | 165 | Mario Cipollini      | Francesco Casagrande |
| Totale | Totale    | Totale                        | 685 |                      |                      |

## Dettagli delle tappe

### 1ª tappa
- 30 aprile: Tione di Trento > Passo Daone – 161 km

| Pos. | Corridore            | Squadra       | Tempo    |
| ---- | -------------------- | ------------- | -------- |
| 1    | Francesco Casagrande | Fassa Bortolo | 4h21'33" |
| 2    | Leonardo Piepoli     | iBanesto.com  | a 1'00"  |
| 3    | Raimondas Rumšas     | Fassa Bortolo | a 1'02"  |

| Pos. | Corridore            | Squadra       | Tempo    |
| ---- | -------------------- | ------------- | -------- |
| 1    | Francesco Casagrande | Fassa Bortolo | 4h21'33" |
| 2    | Leonardo Piepoli     | iBanesto.com  | a 1'00"  |
| 3    | Raimondas Rumšas     | Fassa Bortolo | a 1'02"  |

### 2ª tappa
- 1º maggio: Tione di Trento > Romeno – 181 km

| Pos. | Corridore         | Squadra      | Tempo    |
| ---- | ----------------- | ------------ | -------- |
| 1    | Ruslan Ivanov     | Alessio      | 4h41'12" |
| 2    | José Luis Arrieta | iBanesto.com | a 22"    |
| 3    | Vladimir Duma     | Panaria      | a 40"    |

| Pos. | Corridore            | Squadra       | Tempo    |
| ---- | -------------------- | ------------- | -------- |
| 1    | Francesco Casagrande | Fassa Bortolo | 9h03'31" |
| 2    | Leonardo Piepoli     | iBanesto.com  | a 1'00"  |
| 3    | Raimondas Rumšas     | Fassa Bortolo | a 1'02"  |

### 3ª tappa
- 2 maggio: Fondo > Malcesine – 178 km

| Pos. | Corridore         | Squadra      | Tempo |
| ---- | ----------------- | ------------ | ----- |
| 1    | Laurent Dufaux    | Saeco        | 3"    |
| 2    | José Luis Arrieta | iBanesto.com | a 5"  |
| 3    | Stefano Garzelli  | Mapei        | a 9"  |

| Pos. | Corridore            | Squadra       | Tempo     |
| ---- | -------------------- | ------------- | --------- |
| 1    | Francesco Casagrande | Fassa Bortolo | 12h39'39" |
| 2    | Leonardo Piepoli     | iBanesto.com  | a 1'00"   |
| 3    | Raimondas Rumšas     | Fassa Bortolo | a 1'02"   |

### 4ª tappa
- 3 maggio: Malcesine > Arco – 165 km

| Pos. | Corridore         | Squadra      | Tempo    |
| ---- | ----------------- | ------------ | -------- |
| 1    | Mario Cipollini   | Saeco        | 4h38'19" |
| 2    | Andris Naudužs    | Selle Italia | s.t.     |
| 3    | Giovanni Lombardi | Telekom      | s.t.     |

| Pos. | Corridore            | Squadra       | Tempo     |
| ---- | -------------------- | ------------- | --------- |
| 1    | Francesco Casagrande | Fassa Bortolo | 17h17'58" |
| 2    | Leonardo Piepoli     | iBanesto.com  | a 1'00"   |
| 3    | Raimondas Rumšas     | Fassa Bortolo | a 1'02"   |

## Classifiche finali

### Classifica generale
| Pos. | Corridore            | Squadra                      | Tempo     |
| ---- | -------------------- | ---------------------------- | --------- |
| 1    | Francesco Casagrande | Fassa Bortolo                | 17h17'58" |
| 2    | Leonardo Piepoli     | iBanesto.com                 | a 1'00"   |
| 3    | Raimondas Rumšas     | Fassa Bortolo                | a 1'02"   |
| 4    | Gilberto Simoni      | Lampre-Daikin                | a 1'19"   |
| 5    | Stefano Garzelli     | Mapei-Quick Step             | a 1'41"   |
| 6    | Aleksandr Šefer      | Alessio                      | a 1'59"   |
| 7    | Peter Luttenberger   | Tacconi Sport-Vini Caldirola | a 2'06"   |
| 8    | Serhij Hončar        | Liquigas-Pata                | s.t.      |
| 9    | Andrea Noè           | Mapei-Quick Step             | a 2'09"   |
| 10   | Giuliano Figueras    | Ceramiche Panaria-Fiordo     | s.t.      |